# Ernest Clark (Schauspieler)
Ernest Clark (* 12. Februar 1912 in Paddington, London; † 11. November 1994 in Hinton St. George, Somerset, England) war ein britischer Schauspieler in Film, Fernsehen und Theater. Im Laufe seiner Karriere erschien er in über 125 Film- und Fernseh-Produktionen. Er galt als wandlungsfähiger Charakterdarsteller.

## Leben und Karriere
Clark, der 1912 in Paddington geboren wurde, spielte die unterschiedlichsten Typen und Charaktere in einer ganzen Reihe von Filmen und Serien. Sein Spielfilmdebüt gab er 1949 in Private Angelo von den Regisseuren Michael Anderson und Peter Ustinov. Es folgten Rollen in Filmen wie Beau Brummell aus dem Jahre 1954 von Regisseur Curtis Bernhardt. 1956 sah man ihn an der Seite von Edmond O’Brien und Michael Redgrave in Michael Andersons Filmklassiker Neunzehnhundertvierundachtzig. In dem 1956 gedrehten Kriegsfilmdrama Allen Gewalten zum Trotz spielte er unter der Regie von Lewis Gilbert. In dem Historiendrama Zwei Städte aus dem Jahre 1958 von Regisseur Ralph Thomas sah man ihn in der Rolle des Stryver. 1960 trat er in Lewis Gilberts Die letzte Fahrt der Bismarck als Schauspieler in Erscheinung. In der romantischen Komödie Geliebter Spinner von 1963 mit Tom Courtenay und Julie Christie spielte er unter der Regie von John Schlesinger. 1966 folgte eine kleine Rolle in Stanley Donens Agentenfilm Arabeske an der Seite von Gregory Peck und Sophia Loren. In Paul Wendkos Kriegsdrama Sturm auf die eiserne Küste aus dem Jahre 1968 agierte er neben Lloyd Bridges, Andrew Keir und Sue Lloyd. 1982 übernahm er einen kleinen Part in Richard Attenboroughs oscarprämiertem Filmdrama Gandhi. 1991 sah man ihn in seiner letzten Kinorolle als Abbot in Peter Richardsons Komödie Ein Papst zum Küssen mit Robbie Coltrane.
Clark, der als Charakterdarsteller glänzte und eine beachtliche Leinwandkarriere hinlegte, wirkte in England von 1948 bis 1993 auch in zahlreichen Episoden von Fernsehserien und -filmen mit. Des Weiteren sah man ihn in verschiedenen Stücken auf der Bühne wie in dem Theaterstück Witness for the Prosecution zwischen 1954 und 1956.

## Auszeichnungen
- 1954: Ehrung mit dem Theaterpreis Clarence Derwent Award in der Kategorie Best supporting Male (UK)

## Filmografie (Auswahl)
| - 1949: Private Angelo - 1949: Der Wahnsinn des Dr. Clive (Obsession) - 1950: Eine Stadt hält den Atem an (Seven Days to Noon) - 1950: Der Dreckspatz und die Königin (The Mudlark) - 1953: Meineid (The Long Memory) - 1954: Aber, Herr Doktor… (Doctor in the House) - 1954: Die seltsamen Wege des Pater Brown (Father Brown) - 1954: Beau Brummell - 1955: Mai 1943 – Die Zerstörung der Talsperren (The Dam Busters) - 1956: Neunzehnhundertvierundachtzig (1984) - 1956: Allen Gewalten zum Trotz (Reach for the Sky) - 1956: Das Baby auf dem Schlachtschiff (The Baby and the Battleship) - 1956: Stars in Your Eyes - 1957: Versuchsmaschine CB 5 (The Man in the Sky) - 1957: In letzter Stunde (Time Without Pity) - 1957: The Birthday Present - 1958: Zwei Städte (A Tale of Two Cities) - 1958: Safeknacker Nr. 1 (The Safecracker) - 1958: I Accuse! - 1958: A Woman of Mystery - 1958: Blind Spot - 1960: Hochverrat mit Hindernissen (A Touch of Larceny) - 1960: Die letzte Fahrt der Bismarck (Sink the Bismarck) - 1961: Und morgen alles (No Love for Johnnie) - 1961: Three on a Spree - 1961: Partners in Crime - 1962: Brillanten des Todes (Time to Remember) - 1962: The Wild and the Willing - 1963: Morgen um zehn (Tomorrow at Ten) - 1963: Geliebter Spinner (Billy Liar) - 1963: Ladies Who Do - 1963: Bettgelächter (A Stitch in Time) - 1963: Master Spy - 1964: Das Beste ist grad’ gut genug (Nothing But the Best) - 1964: Die Teufelspiraten (The Devil-Ship Pirates) - 1965: Agenten lassen bitten (Masquerade) - 1965: In den Fängen der schwarzen Spinne (The Secret of my Success) - 1966: Arabeske (Arabesque) - 1966: Die schwarze 13 (Eye of the Devil) - 1966: Hilfe, die Bombe ist weg! (Finders keepers) - 1967: The Cuckoo Patrol - 1967: Der Golem lebt! (It!) - 1968: Sturm auf die eiserne Küste (Attack on the Iron Coast) - 1968: Salz und Pfeffer (Salt and Pepper) - 1969: Das Schloß in den Ardennen (Castle Keep) - 1970: Der Vollstrecker (The Executioner) - 1970: Song of Norway - 1982: Gandhi - 1984: Memed, mein Falke (Memed My Hawk) - 1984: The Bengal Lancers! - 1991: Ein Papst zum Küssen (The Pope Must Die) - 1964: Boy with a Flute - 1966: The Stable Door | - 1948: Death at Newtownstewart (Fernsehfilm) - 1949: When We Are Married (Fernsehfilm) - 1949: An English Summer (Fernsehfilm) - 1952: The Twelfth Brother (Fernsehfilm) - 1952: Back to Methuselah (Fernsehserie, 2 Episoden) - 1952–1956: BBC Sunday-Night Theatre (Fernsehserie, 2 Episoden) - 1953: Escapade (Fernsehfilm) - 1956: Rheingold Theatre (Fernsehserie, eine Episode) - 1956: Who Goes Home? (Fernsehfilm) - 1957: The Vise (Fernsehserie, eine Episode) - 1958–1959: The Invisible Man (Fernsehserie, 5 Episoden) - 1958–1963: ITV Television Playhouse (Fernsehserie, 2 Episoden) - 1958: Dial 999 (Fernsehserie, eine Episode) - 1958: The New Adventures of Charlie Chan (Fernsehserie, 2 Episoden) - 1958: The Golden Egg (Fernsehfilm) - 1958: Saturday Playhouse (Fernsehserie, eine Episode) - 1959–1965: ITV Play of the Week (Fernsehserie, 4 Episoden) - 1959: Interpol Calling (Fernsehserie, eine Episode) - 1960–1962: BBC Sunday-Night Play (Fernsehserie, 2 Episoden) - 1961: Hamlet (Fernsehserie, 4 Episoden) - 1961: Gilbert and Sullivan: The Immortal Jesters (Fernsehserie, 3 Episoden) - 1961: Die Verfolger (The Pursuers, Fernsehserie, eine Episode) - 1961–1962: The Edgar Wallace Mystery Theatre (Fernsehserie, 2 Episoden) - 1962: Brothers in Law (Fernsehserie, eine Episode) - 1962–1963: The Scales of Justice (Fernsehserie, 2 Episoden) - 1962: Thirty Minute Theatre (Fernsehserie, eine Episode) - 1962: Maigret (Fernsehserie, eine Episode) - 1963: Bootsie and Snudge (Fernsehserie, eine Episode) - 1963: Richard Löwenherz (Richard the Lionheart, Fernsehserie, eine Episode) - 1963: Jezebel ex UK (Fernsehserie, eine Episode) - 1963: No Hiding Place (Fernsehserie, eine Episode) - 1963: Boyd Q.C. (Fernsehserie, eine Episode) - 1963–1964: Drama 61–67 (Fernsehserie, 2 Episoden) - 1964: Love Story (Fernsehserie, eine Episode) - 1964: The Great War (Dokumentar-Fernsehminiserie, 3 Episoden) - 1964: HMS Paradise (Fernsehserie, eine Episode) - 1965: Public Eye (Fernsehserie, eine Episode) - 1965: Front Page Story (Fernsehserie, eine Episode) - 1965–1968: The Wednesday Play (Fernsehserie, 2 Episoden) - 1966: Sergeant Cork (Fernsehserie, eine Episode) - 1966: Blackmail (Fernsehserie, eine Episode) - 1966: Intrigue (Fernsehserie, eine Episode) - 1967: The Beverly Hillbillies (Fernsehserie, 2 Episoden) - 1967: Sexton Blake (Fernsehserie, eine Episode) - 1967–1971: All Gas and Gaiters (Fernsehserie, 14 Episoden) - 1968: Thirty-Minute Theatre (Fernsehserie, 2 Episoden) - 1969: The Power Game (Fernsehserie, eine Episode) - 1969: W. Somerset Maugham (Fernsehserie, eine Episode) - 1969: Vergiß oder stirb (Run a Crooked Mile, Fernsehfilm) - 1969–1970: Doctor in the House (Fernsehserie, 15 Episoden) - 1971: Doctor at Large (Fernsehserie, 6 Episoden) - 1972: ITV Sunday Night Theatre (Fernsehserie, eine Episode) - 1972–1973: Doctor in Charge (Fernsehserie, 33 Episoden) - 1973: Away from It All (Fernsehserie, eine Episode) - 1973: All Star Comedy Carnival (Fernsehserie, eine Episode) - 1974: Doctor at Sea (Fernsehserie, 13 Episoden) - 1975–1977: Doctor on the Go (Fernsehserie, 26 Episoden) - 1977: BBC Play of the Month (Fernsehserie, eine Episode) - 1979: Cannon and Ball (Fernsehserie, eine Episode) - 1979: The Jim Davidson Show (Fernsehserie, eine Episode) - 1978–1980: Mixed Blessings (Fernsehserie, 3 Episoden) - 1981: Janet and Company (Fernsehserie, eine Episode) - 1981: Private Schulz (Fernsehserie, eine Episode) - 1982: The Agatha Christie Hour (Fernsehminiserie, eine Episode) - 1986: Dead Head (Fernsehminiserie, eine Episode) - 1986: The Theban Plays by Sophocles (Fernsehserie, eine Episode) - 1987: Queenie (Fernsehminiserie, 2 Episoden) - 1988: Der Doktor und das liebe Vieh (All Creatures Great and Small, Fernsehserie, eine Episode) - 1988: Blind Justice (Fernsehminiserie, eine Episode) - 1991: Doctor at the Top (Fernsehserie, 4 Episoden) - 1993: The Comic Strip Presents (Fernsehserie, eine Episode) - 1993: If You See God, Tell Him (Fernsehminiserie, eine Episode) |